# 広島県サッカー殿堂
広島県サッカー殿堂（ひろしまけんサッカーでんどう）は、広島県サッカー協会が、日本のサッカーの発展に尽力した人物に対する表彰である。広島県広島市中区の広島サッカースタジアム（エディオンピースウイング広島）内にある広島サッカーミュージアムにレリーフを展示している。2024年に創設された。

## 選出対象
日本サッカー界の発展に、永年に亘り顕著な貢献をした者
1. 広島県出身者又は15年以上広島県を居住地として活動した者
2. 満60歳以上（選考時）の者（物故者は除く）
3. 以下の何れかに該当する者
  - 日本サッカー協会歴代役員（理事・監事以上）
  - 日本サッカー殿堂入りした者
  - 選手、指導者、審判等として類まれな記録を有し、又はワールドカップ、オリンピック等の国際サッカー連盟主催大会で印象的な活躍をした者

## 選出方法
選出対象者の中から最終的に広島県サッカー協会理事会で決定する。

## 殿堂者
広島県サッカー協会が2024年に創立100周年を迎え、10月6日に記念式典が開催された。同時に広島県サッカー殿堂表彰が発表され、11名が受賞し、広島サッカースタジアム(エディオンピースウイング広島)内にある広島サッカーミュージアムに受賞者11名のレリーフが設置された。受賞者は、下村幸男、小澤通宏、野村六彦、野村尊敬、松本育夫、小城得達、高田豊治、古田篤良、宗政潤一郎、金田喜稔、木村和司。